# Waterloo, Ontario

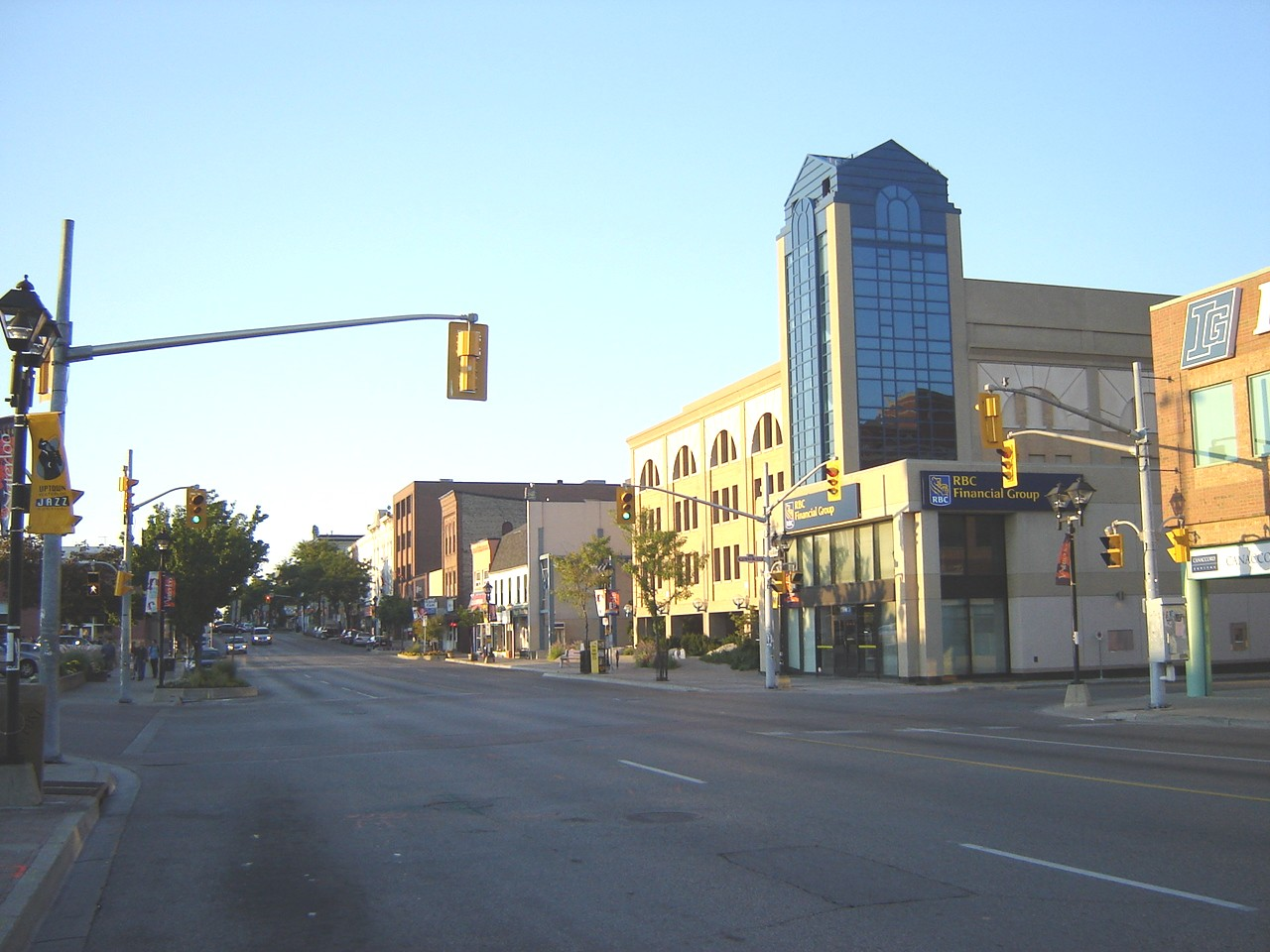
King Street söderut i hjärtat av Uptown Waterloo.

Waterloo är en stad i sydvästra delen av Ontario, Kanada. Det är den mindre  av de två "tvillingstäderna" i den regionala kommunen Waterloo. Den andra tvillingstaden är Kitchener.
I Waterloo bodde 2016 104 986 invånare.

## Historia
Staden bebyggdes först av mennoniter 1806. 1816 fick staden stadsrättigheter och fick namnet "Waterloo" efter platsen för Wellingtons seger över Napoleon året före.

## Utbildning
I Waterloo finns University of Waterloo, som också är en av stadens största arbetsgivare, som 2020 rankades på delad 173:e plats i QS Universitetsvärldsrankning över världens bästa universitet. Även Wilfrid Laurier University ligger i Waterloo.